# Ford Cortina
La Ford Cortina è una vettura prodotta dalla filiale inglese della Ford, dal 1962 al 1982.

## Le serie

### Prima serie (1962–1966)

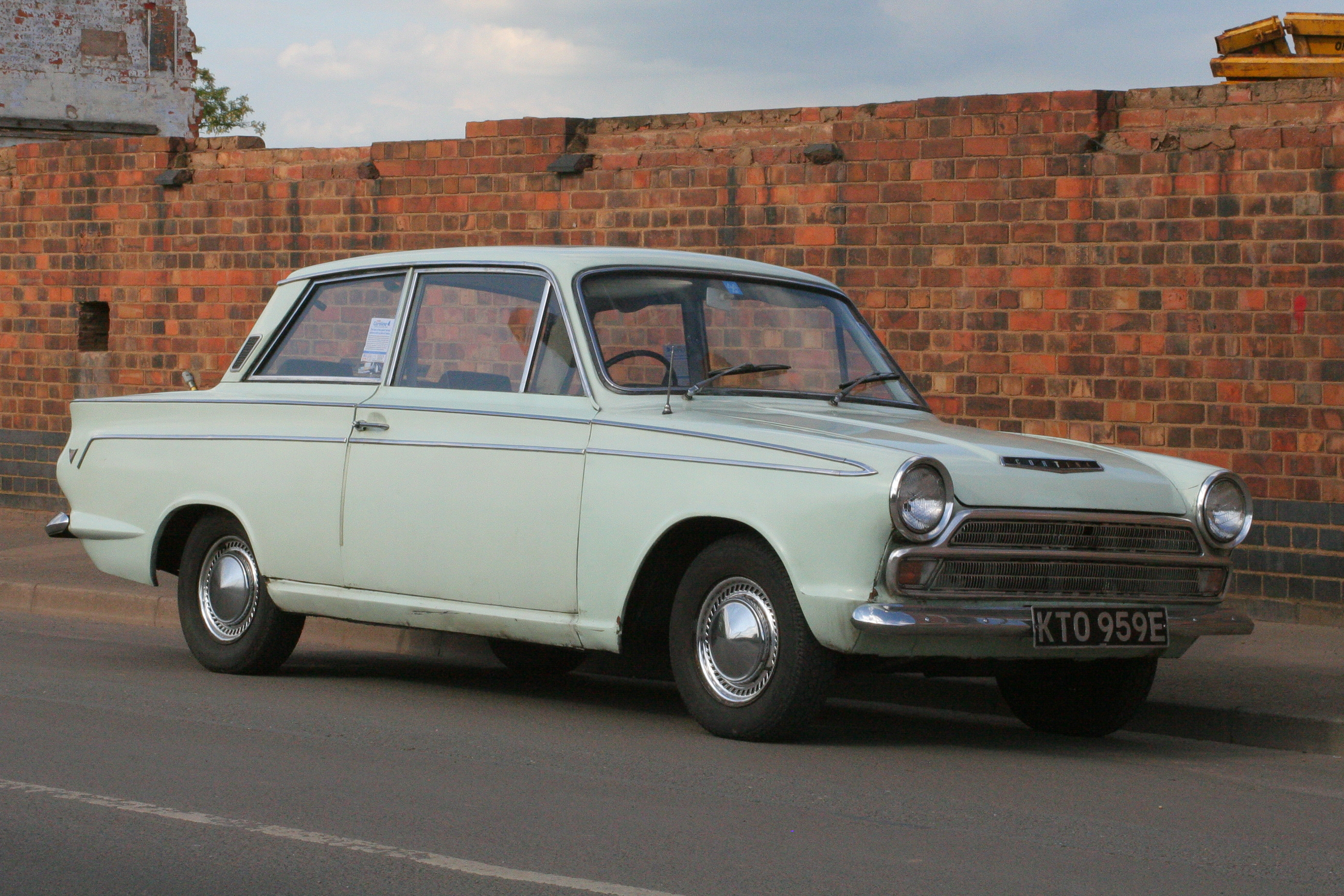
Facelift del 1964

Negli anni sessanta, la BMC ottenne enormi vendite della Mini, la prima vettura inglese di piccole dimensioni postbellica ad avere successo. La Ford inglese capì che non era il caso di sviluppare una vettura di piccole dimensioni, in quanto i costi di produzione sarebbero stati troppo alti e la concorrenza troppo agguerrita, pertanto decise di creare una grossa vettura per la famiglia da produrre in grandi volumi. Il risultato fu la Cortina che venne lanciata nel settembre 1962. Fino al modesto facelift del 1964 il suo nome fu Consul Cortina, per essere poi venduta semplicemente come Cortina. A parte le minime differenze tra questi due prime versioni, era facile distinguere tra i due modelli osservando semplicemente la scritta riportata in un lungo e basso rialzo posto trasversalmente sul cofano anteriore (che riportava: consul nella prima versione e cortina nella successiva). Una caratteristica rilevante già presente nel primo modello era l'adozione di una leva del cambio in basso tra i due sedili invece che sul volante, nella posizione che era tipica di quasi tutte le vetture del periodo. La leva stessa era caratterizzata da una lunghezza apprezzabile e da una forma spezzata, che ne favorivano l'uso.
La Cortina venne lanciata qualche settimana prima del Salone di Londra nell'ottobre 1962 con un 1197 cm³, il quale era una versione ingrandita del 997 cm³ montato sulla Ford Anglia. Qualche mese dopo, nel gennaio 1963, venne annunciata la Cortina Super con un 1499 cm³. Da questo motore ebbero origine altre varianti, inclusa la Cortina GT presentata nella primavera del 1963 con un assetto ribassato e il motore potenziato a 78 cv, invece dei 60 cv della Cortina 1500 Super. I motori della vettura appartenevano tutti alla stessa famiglia e si differenziavano solo per la cilindrata e la curva di erogazione. Lo schema adottato era il 4 cilindri con le porte d'aspirazione e di scarico collocate dalla stessa parte della testata. La versione più potente di questa famiglia di motori era quella montata dalla Cortina GT, ovvero il 1499 cm³ da 78 cv, ottenuti con un profilo delle camme diverso, una nuova testata e un carburatore Weber a doppio corpo. La vettura venne proposta nelle varianti due e quattro porte berlina e quattro porte station wagon. Gli allestimenti erano lo Standard, il Deluxe, il Super e il GT. La versione giardinetta aveva una capacità di carico al top della categoria e aveva la possibilità di montare strisce in simil legno lungo la fiancata, come nelle grandi familiari americane del tempo.

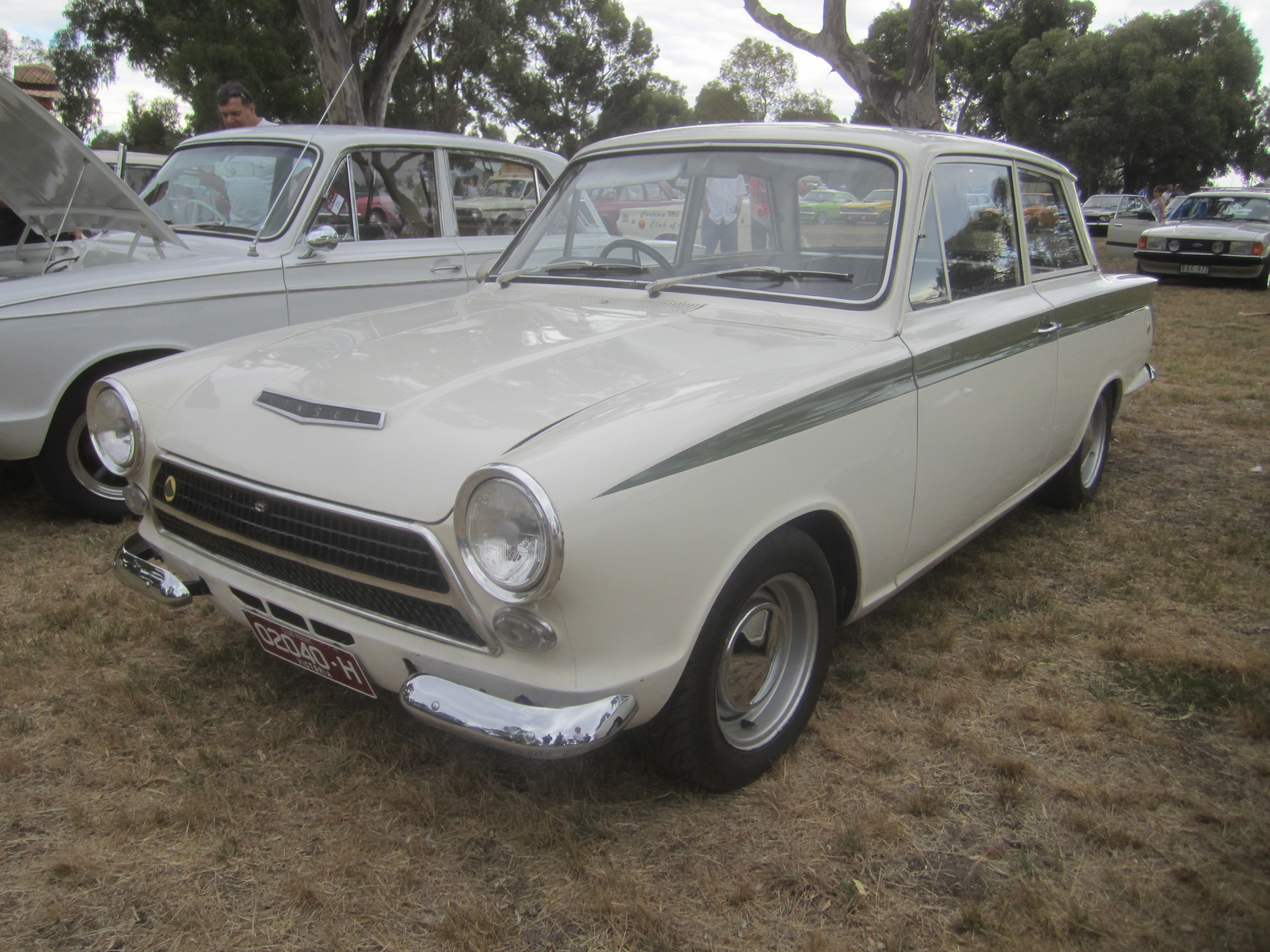
Una Ford Cortina Lotus

Nel 1963 venne presentata la Cortina Lotus, versione alleggerita e potenziata della Cortina 2 porte. Il motore era un "1600" bialbero da 105 CV. Le Cortina Lotus erano disponibili solo di colore bianco con fascia verde laterale. Il futuro campione del mondo di Formula 1 Jim Clark vinse nel 1964 il campionato inglese Turismo con una Cortina Lotus (ripetendo il successo di Jack Sears dell'anno precedente).
L'aggiornamento mostrato al Salone di Londra nell'ottobre 1964 migliorò i flussi d'aria della vettura, soprattutto grazie all'introduzione di piccoli estrattori nel posteriore. La plancia, la strumentazione e i comandi vennero rivisti per la seconda volta, in quanto nell'ottobre 1963 il tachimetro a striscia orizzontale venne sostituito con uno tondeggiante. Nel 1964, vennero introdotti anche i freni anteriori a disco.

### Seconda serie (1966–1970)

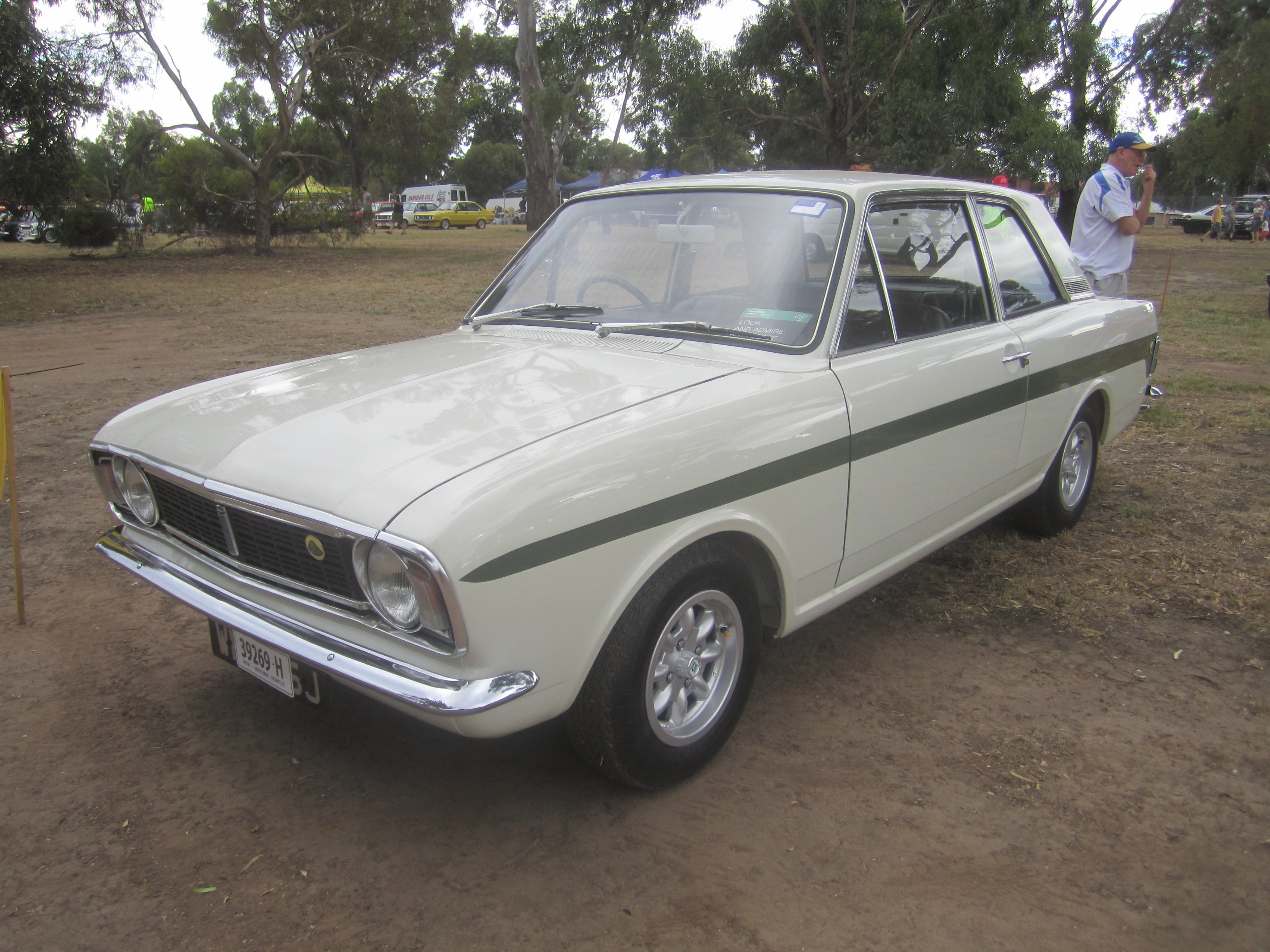
Una Ford Cortina Twin Cam

La seconda generazione della Cortina venne disegnata da Roy Haynes e venduta nel 1966. Il lancio venne accompagnato dallo slogan "La nuova Cortina è più Cortina". La vettura era lunga 4,27 m, presentandosi più corta rispetto all'antenata. Tuttavia, la carreggiata venne allargata di 6 cm e le fiancate incurvate aumentarono l'abitabilità. Oltre ai cambiamenti estetici i miglioramenti includevano sospensioni più morbide, freni auto aggiustanti, frizione migliorata e motori di più piccole dimensioni. Nel Regno Unito venne introdotto un nuovo 1300 cm³.
La versione 1200 cm³ venne venduta solo in alcuni mercati. Il 1500 cm³ venne inizialmente pensionato, ma nel 1967 ricevette una nuova testata diventando più efficiente. Inoltre, la cilindrata venne aumentata a 1600 cm³.
Dal 1967 anche per la seconda generazione della Cortina venne realizzata la versione con il motore Lotus bialbero, costruita però negli stabilimenti Ford di Dagenham e chiamata Cortina Twin Cam. La potenza aumentò fino a 109 CV.
La Cortina Mk2 venne offerta nelle versioni due e quattro porte berlina negli allestimenti base, Deluxe, Super, GT e in seguito 1600E. Qualche mese dopo, nel febbraio 1967, venne introdotta la quattro porte familiare.
La Cortina 1600E venne pensata per rivolgersi alle fasce alte del mercato. Venne introdotta al Salone di Parigi nell'ottobre 1967, un anno dopo l'introduzione della nuova generazione. L'allestimento combinava l'assetto ribassato della Lotus Cortina con il potente 1600 Kent delle versioni GT e con interni più lussuosi. Questi ultimi avevano una plancia e pannelli laterali in noce, volante sportivo e strumentazione completa. Esternamente la 1600E aveva una calandra nera, spoiler posteriore, fendinebbia anteriori e cerchi Rostyle.
Nel 1969 la gamma ottenne un aggiornamento che prevedeva la presenza della scritta "FORD" in lettere maiuscole separate, una calandra oscurata, strisce cromate al di sopra e al di sotto dei fanali.
Un 3.0 cm³ Essex V6 venne sviluppato privatamente in Sudafrica da Basil Green e la versione che lo montava venne venduta tramite la rete di rivenditori Grosvenor Ford. Il nome di questa versione era Cortina Perana e un modello simile venne importato in Gran Bretagna con il nome di Cortina Savage, disponibile nell'allestimento 1600E e in tutte le varianti di carrozzeria.
La seconda serie della Cortina fu costruita in 1.150.000 esemplari circa e venne assemblata anche dalla sudcoreana Hyundai, a partire dal 1968.

### Terza serie (1970–1973)
Sulla fine degli anni sessanta la Ford iniziò lo sviluppo della terza generazione della Cortina, la quale sarebbe stata prodotta in quantità maggiori rispetto a prima. La Mk III introduceva per la prima volta un design americaneggiante e rimpiazzò sia la Cortina Mark II sia la più costosa Ford Corsair, offrendo più allestimenti e motorizzazioni rispetto all'antenata. La filiale inglese della Ford inizialmente voleva chiamarla con un nome diverso da "Cortina".
Gli allestimenti furono: Base, L (stante per Luxury), XL (stante per Xtra Luxury), GT (Grand Touring) e GXL (Grand Xtra Luxury). Le motorizzazioni erano il 1.3 cm³, il 1.6 cm³ e il 2.0 cm³, il secondo venne offerto nella variante Kent per gli allestimenti fino al GT e in quella monoalbero Pinto per le versioni GT e GXL. Il 2.000 cm³ derivava dal 1600 Pinto ed era disponibile per tutti gli allestimenti tranne quello base.
La terza serie della Cortina condivideva la meccanica con la "cugina" tedesca Ford Taunus, nonostante una carrozzeria diversa. Il MacPherson anteriore venne sostituito con una sospensione a doppia A per dare alla vettura una guida più confortevole. Tuttavia con i motori più grossi si assisteva al sottosterzo. La terza generazione era anche più larga rispetto all'antenata di 10 cm.
Le versioni GT e GXL avevano quattro luci anteriori e cerchi Rostyle, la GXL aveva anche un tetto in vinile e un pannello di coda in metallo nero spazzolato, il quale era invece liscio nella GT. Lo stile generale degli interni assomigliava molto a quello della Vauxhall Victor FD del 1967.
La Cortina Mk III venne introdotta dopo il Salone di Londra dell'ottobre 1970, ma le vendite partirono al rilento a causa di alcune difficoltà di produzione che culminarono con lo sciopero di dieci settimane nello stabilimento di Dagenham fra l'aprile e il giugno 1971. La Ford avrebbe potuto produrre ben 100.000 veicoli in quel periodo, l'equivalente di un quarto dell'intera produzione annuale. Tutto sommato le vendite ripresero tanto che la Cortina divenne l'auto più venduta in Gran Bretagna nel 1972, seguita dalla Ford Escort.

#### Terza serie facelift (1973–1976)

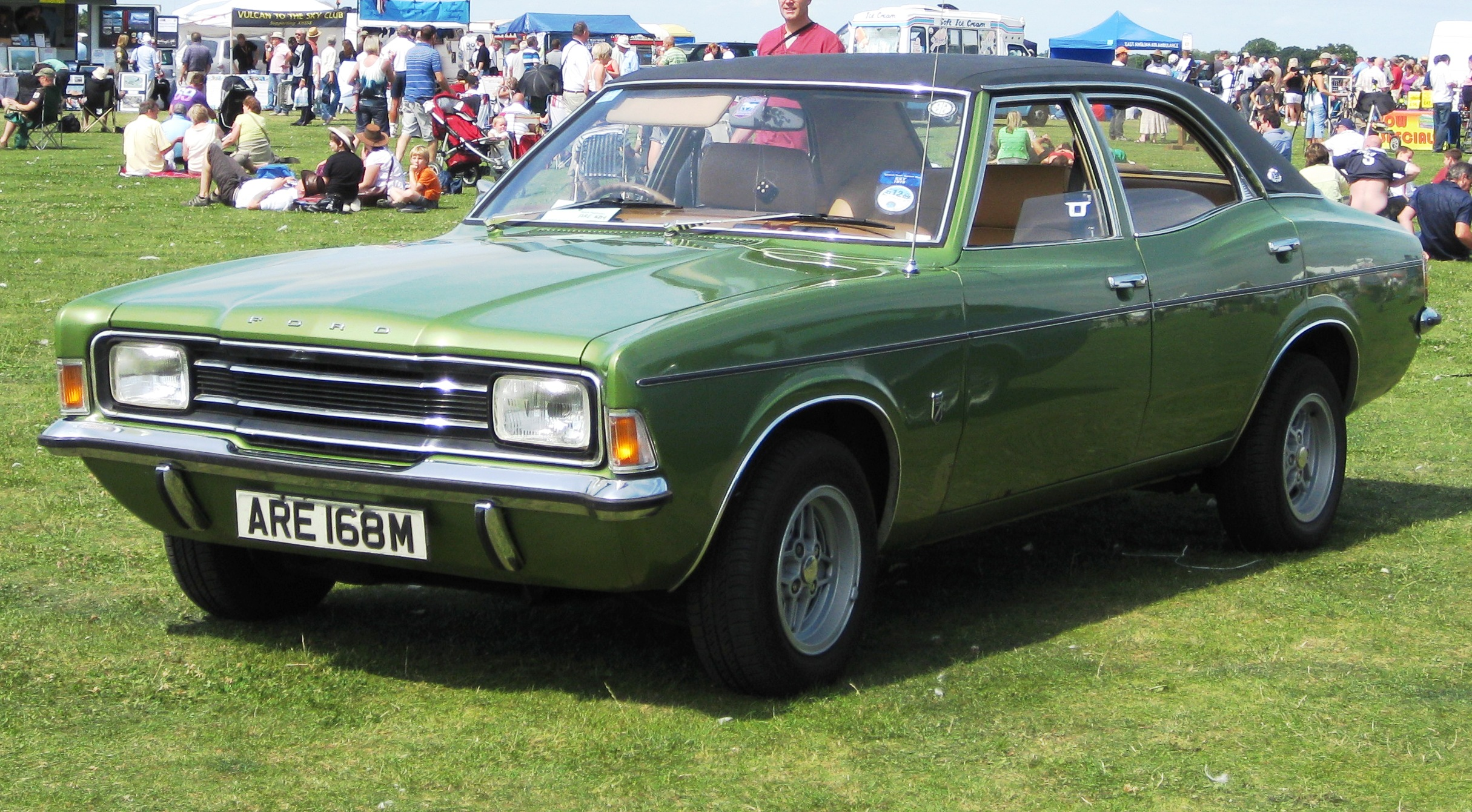
Facelift del 1973

Nel tardo 1973 la macchina ottenne un facelift. Esternamente venne modificata la calandra, vennero introdotti fanali rettangolari per gli allestimenti XL, GT e 2000E (la "E" significava "executive"), che sostituì la GXL. Il 1.3 cm³ Kent venne pensionato e il 1.6 cm³ SOHC venne esteso su tutta la gamma.
Internamente, la vettura ricevette una nuova plancia e nuovi allestimenti. La 2000E ripresentò gli stessi miglioramenti della 1600E.
Oltre che in Inghilterra la Cortina venne esportata anche in diversi paesi dell'Europa continentale e in Giappone. Fu assemblata anche in Australia, mercato nel quale, dal settembre 1972, fu disponibile anche con motori sei cilindri di 3,3 e 4,1 litri (gli stessi della contemporanea Falcon).

### Quarta serie (1976–1979)
La quarta generazione venne realizzata con una linea più convenzionale, simile a quella della Opel Rekord, e con un grande consenso da parte dei consumatori. In realtà, da questa serie in poi, la Cortina divenne una Taunus rinominata.
Le versioni disponibili erano la due e quattro porte berlina e la cinque porte familiare. Gli allestimenti erano: base, L, GL, S (Sport) e Ghia. La plancia era uguale a quella della Cortina Mk III restyling.
La Cortina Mk IV introdusse per la prima volta l'allestimento Ghia come il più alto della gamma, sostituendo il 2000E. Il 2.3 cm³ Cologne V6, già presente sulla Capri e sulla Granada, venne introdotto nel 1977 al di sopra del 2.0 cm³ Pinto. Il 2.0 cm³ Cologne V6, invece, continuò ad essere offerto sulla Taunus assieme all'unità Pinto. Il 2.3 cm³ V6 aveva un rapporto di compressione inferiore rispetto al Pinto e offriva minori prestazioni, necessitando addirittura di un secondo in più per raggiungere gli 80 km/h. Tuttavia, consumava il 12,5% in meno di carburante. Il 2.3 cm³ V6 era disponibile solo negli allestimenti GL, S e Ghia.
La quarta generazione diventò la Cortina più popolare di sempre, ma nonostante ciò, ora è una delle più rare.
La Ford Australia costruì la sua versione con il 2.0 cm³ I4. I pannelli delle porte e il piantone dello sterzo erano condivisi con la Falcon. L'aria condizionata e i paraurti più grandi potevano essere acquistati separatamente come optional. Un consistente numero di queste Cortina venne esportato in Nuova Zelanda grazie a un accordo di libero commercio, mentre gli altri modelli Ford inglesi venivano costruiti localmente da alcune aziende.

#### Quarta serie restyling (1979–1982)

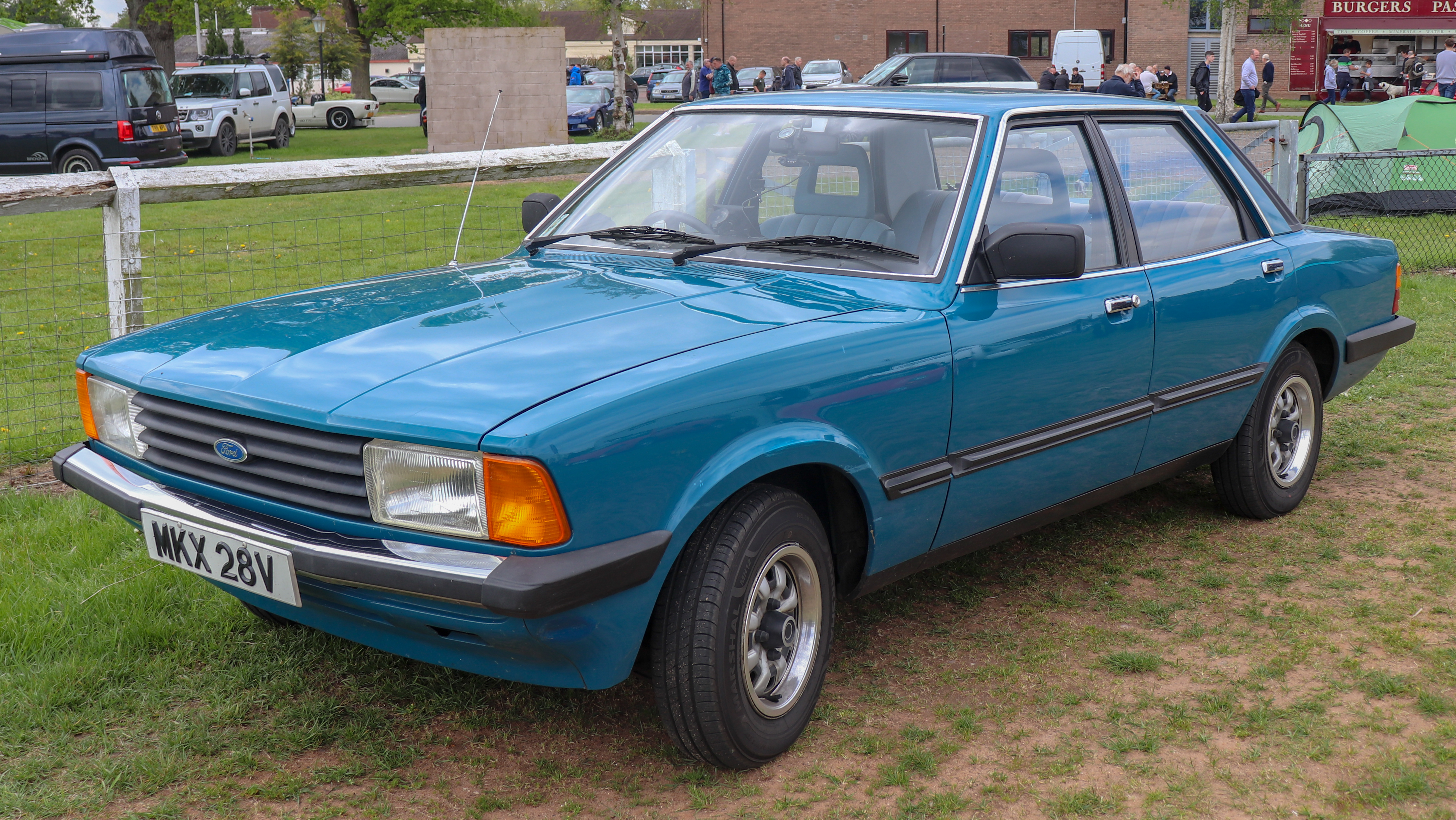
Una Ford Cortina 1980

Annunciata nel settembre 1979, venne denominata ufficialmente Cortina 80, anche se il pubblico e la stampa l'accolsero come una nuova generazione (Mk V). In realtà questa Cortina fu un aggiornamento della versione venduta dal '76 al '79, dato che cambiarono solamente la fanaleria (quella anteriore ottenne delle frecce direzionali integrate più grandi), la forma della calandra, il tetto venne abbassato e la superficie vetrata venne ingrandita. La versione familiare, invece, non cambiò struttura, ma venne soltanto ridisegnato l'anteriore.
Gli allestimenti erano: Base, L, GL e Ghia. Il pacchetto opzionale S era disponibile per vari allestimenti e varianti di carrozzeria. Di questa versione della Cortina vennero realizzate anche numerose serie speciali tra cui la Calypso e la Carousel. L'ultima fu la Crusader, venduta in grandi numeri e disponibile nelle motorizzazioni 1.3, 1.6 e 2.0 cm³ berlina o 1.6 e 2.0 cm³ famigliare.

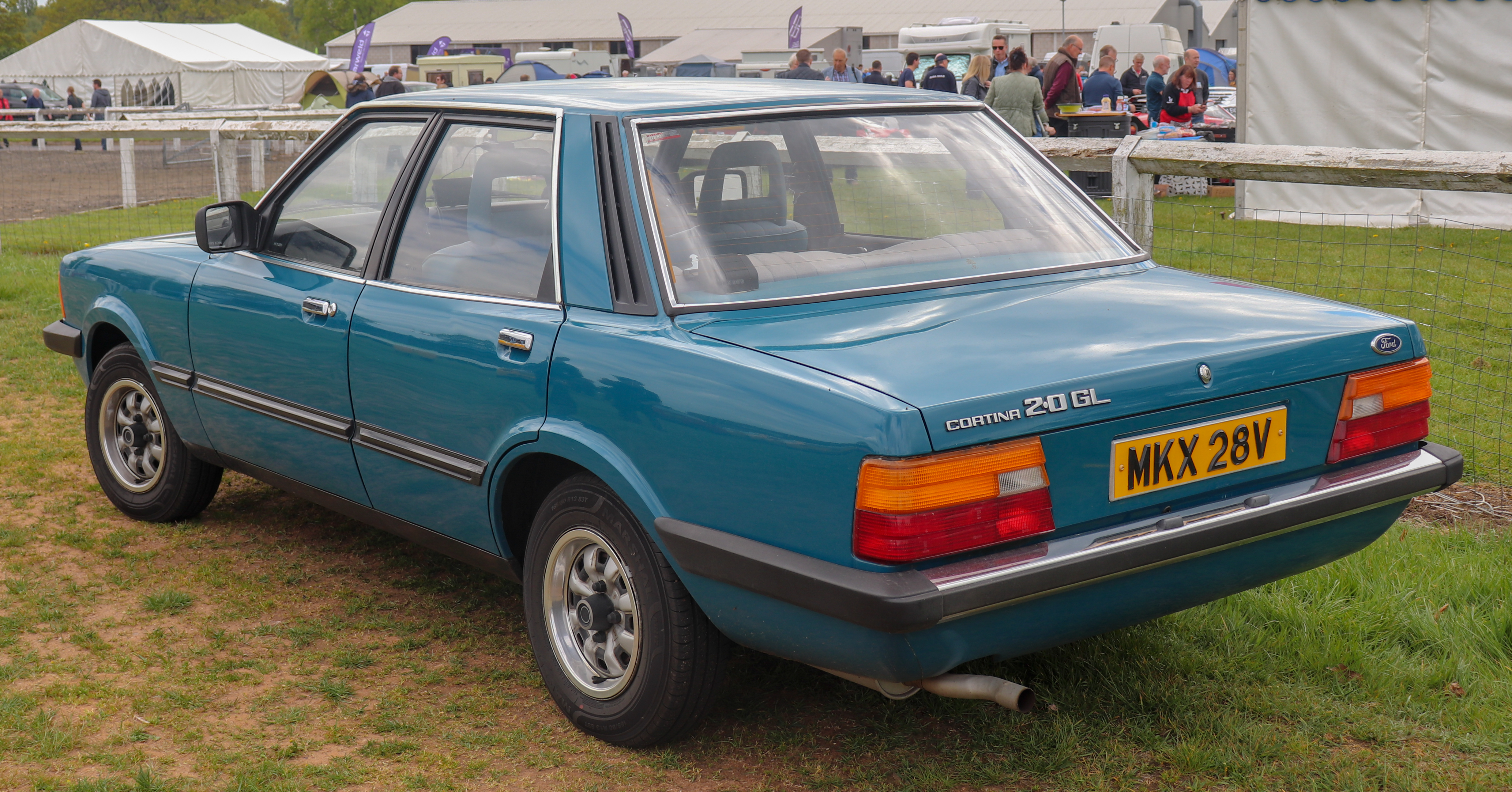
Vista posteriore

In questo periodo la Cortina iniziò seriamente a subire la concorrenza della Vauxhall Cavalier (versione britannica della Opel Ascona), comunque, fino al 1981, la Cortina rimase l'auto più venduta in Gran Bretagna. Nel 1982 scese al secondo posto (surclassata dalla Escort), anche se rimase la macchina per la famiglia più popolare in tutta la Gran Bretagna. Nel resto del mondo la Taunus era in competizione con la Talbot Alpine, la Volkswagen Passat e la Renault 18, ma la storicità e popolarità del marchio Ford diedero alla vettura una marcia in più.
L'ultima Cortina (una Crusader color argento) venne costruita nel luglio 1982 nello stabilimento di Dagenham. Nello stesso anno venne sostituita dalla più moderna Sierra.